# Marjut Rolig
Anne Marjut Astrid Rolig (nacida como Anne Marjut Astrid Lukkarinen, Lohja, 4 de febrero de 1966) es una deportista finlandesa que compitió en esquí de fondo. 
Participó en dos Juegos Olímpicos de Invierno, obteniendo dos medallas en Albertville 1992, oro en los 5 km y plata en los 15 km, además del cuarto lugar en Lillehammer 1994, en el relevo. Ganó una medalla de bronce en el Campeonato Mundial de Esquí Nórdico de 1993, en la prueba de 10 km.

## Palmarés internacional
| Juegos Olímpicos   | Juegos Olímpicos      | Juegos Olímpicos  | Juegos Olímpicos |
| Año                | Lugar                 | Medalla           | Prueba           |
| ------------------ | --------------------- | ----------------- | ---------------- |
| 1992               | Albertville (Francia) | Medalla de oro    | 5 km             |
| 1992               | Albertville (Francia) | Medalla de plata  | 15 km            |
| Campeonato Mundial |                       |                   |                  |
| Año                | Lugar                 | Medalla           | Prueba           |
| 1993               | Falun (Suecia)        | Medalla de bronce | 10 km            |